# Zempléni Kornél
Zempléni Kornél (Debrecen, 1922. szeptember 4. – Budapest, 2013. július 22.) kétszeres Liszt Ferenc-díjas magyar zongoraművész és -tanár, érdemes művész. Varasdy Emmi zongoraművész férje, Zempléni Mária opera-énekesnő, Zempléni László zeneszerző és Zempléni Tamás kürtművész édesapja.

## Életpályája
Dr. Zempléni Kornél aljegyző és Csanak Mária (1892–1969) hegedűtanár fia. A debreceni zeneiskolában Galánffy Lajosnál tanult, később Szabó Emilhez került, aki zeneelméletre és zeneszerzésre oktatta. A Zeneakadémiát 1940-46 között végezte, Dohnányi Ernő és Böszörményi-Nagy Béla növendéke volt. Zeneszerzés tanulmányait Siklós Albertnél, majd Kókai Rezsőnél folytatta.
Az 1943-as Liszt versenyen II. helyezett volt, 1943 őszén Dohnányi Ernő felvette mesteriskolájába. Az 1948-as Bartók versenyen, illetve az 1949-es VIT versenyen kiemelkedő sikerrel szerepelt, s ezzel nemcsak országos koncertkarrierje kezdődött el, hanem az akkor bejárható európai országokba is meghívásokat kapott.
1947-től 1964-ig a Nemzeti Zenede és a Bartók Béla Zeneművészeti Szakközépiskola, 1964-től 1983-ig a Zeneakadémia zongoratanára volt. 1981-83 között tanszékvezető, 1983-tól 1989-ig egyetemi tanár. 1984-től 1986-ig az Oszakai Művészeti Egyetemen is tanított.
Évtizedeken át Weiner Leó szellemében kifejtett művészi és tanári munkásságáért, a Zeneakadémia professor emeritusaként 2008-ban Weiner Leó Emlékdíjjal tüntették ki.

## Díjak, kitüntetések
- Liszt Ferenc-díj (1954, 1963)
- Érdemes művész (1976)
- Bartók–Pásztory-díj (1997)
- Weiner Leó-emlékdíj (2008)